# Gamaliel II
El rabino Gamaliel II (en hebreo: רבן גמליאל דיבנה) fue la primera persona en liderar al Sanedrín como Nasí después de la caída del Segundo Templo de Jerusalén en el año 70 después de Cristo. Gamaliel II fue nombrado Nasí aproximadamente 10 años después. Gamaliel II era hijo de Simeon ben Gamaliel, uno de los hombres más destacados de Jerusalén durante la primera guerra judeo-romana, y era nieto del rabino Gamaliel I. Para distinguirlo de este último, también se le llama Gamaliel de Yavne.

## Biografía
El rabino Gamaliel II se había establecido inicialmente en Kfar Otnai en Galilea, pero al estallar la guerra con Roma, huyó a Jerusalén. Desde allí, se trasladó a Yavne. En Yavne, durante el sitio de Jerusalén, los escribas de la escuela de Hillel se habían refugiado con permiso del emperador Vespasiano, y un nuevo centro de estudio del judaísmo rabínico surgió bajo el liderazgo del anciano rabino Yohanan ben Zakai, en una escuela rabínica cuyos miembros heredaron la autoridad del Sanedrín de Jerusalén.

### Liderazgo
Gamaliel II se convirtió en el sucesor de Yohanan ben Zakai, y prestó un inmenso servicio en el fortalecimiento y la reintegración del judaísmo, que había sido privado de su antigua base por la destrucción del Segundo Templo y por la pérdida total de su autonomía política. Esto puso fin a la división que había surgido entre los líderes espirituales del judaísmo mediante la separación de los escribas en las dos escuelas convocadas respectivamente después de Hillel y Shammai, y se encargó de hacer cumplir su propia autoridad como presidente de la asamblea legal principal del judaísmo ortodoxo con energía y muchas veces con severidad. Hizo esto, como él mismo dijo, no por su propio honor ni por el honor de su familia, sino para que la desunión no prevalezca en Eretz Israel. La posición de Gamaliel II también fue reconocida por el gobierno romano, y viajó a Siria con el propósito de ser confirmado en el cargo por el gobernador. Hacia el final del reinado del emperador Domiciano (año 95 después de Cristo), Gamaliel II fue a Roma en compañía de los miembros más destacados de la escuela rabínica de Yavne, para evitar un peligro que amenazaba a los judíos, y para interceder ante el emperador. Se han dado muchos detalles interesantes sobre el viaje de estos eruditos a Roma y de su estancia allí. La impresión causada por la entonces capital del Mundo sobre Gamaliel II y sus compañeros fue abrumadora, y lloraron cuando pensaron en la ciudad de Jerusalén en ruinas. En Roma, como en casa, Gamaliel II a menudo tuvo ocasión de defender el judaísmo en discusiones polémicas con paganos y también con cristianos profesos. Pudo haber sido el primero en recibir el título de Nasí (Príncipe; luego reemplazado por el de patriarca), otorgado para educar en público y revivir la designación bíblica para el jefe de la nación. Este título más tarde se convirtió en hereditario para sus descendientes.

### Controversia
Gamaliel II fue un líder polémico. En una disputa para arreglar el calendario judío, el rabino Gamaliel II humilló al rabino Joshua ben Hananiah al pedirle que se presentara con su "bastón y su mochila" (atuendo de día de la semana) en el día santo, que según el cálculo del rabino Joshua era Yom Kipur. Más tarde, surgió otra disputa sobre el estado de la oración nocturna, y él lo humilló nuevamente al pedirle que se pusiera de pie y permaneciera de pie mientras enseñaba a sus alumnos. Este incidente conmocionó a los rabinos, y posteriormente, se dice que condujo a una revuelta rabínica contra el liderazgo de Gamaliel II del Sanedrín. El Sanedrín instaló al rabino Eleazar Ben Azariah como el nuevo Nasí. Después de reconciliarse con el rabino Joshua, el rabino Gamaliel II fue reintegrado como Nasí, y el rabino Eleazar sirvió junto con él en una rotación cada tres semanas. De acuerdo con la versión registrada en el Talmud de Jerusalén, el rabino Eliezer sirvió como Av Bet Din, efectivamente como vicerrector. Gamaliel II, sin embargo, demostró que era solo una cuestión de principios, y que no tenía intención de humillar a Joshua; porque, levantándose y besándolo en la cabeza, lo saludó con las palabras: 
"Bienvenido, mi maestro y mi alumno: mi maestro en el aprendizaje; mi alumno que se somete a mi voluntad".
Del mismo modo, estuvo implicado en la "excomunión" de su propio cuñado, Eliezer ben Hircano. Su objetivo era fortalecer la autoridad de la asamblea en Yavne, así como su propia autoridad, y así trajo sobre sí la sospecha de buscar su propia gloria. Sin embargo, Gamaliel II describe sus motivaciones en este episodio como en la siguiente oración:
"Señor del Mundo, es manifiesto y conocido para ti que no lo he hecho por mi propio honor ni por el de mi casa, sino por tu honor, que las facciones no pueden aumentar en Eretz Israel."
Se cuenta una historia que confirma la afirmación de Gamaliel II de la modestia, en la que él, de pie, servía a sus invitados en una fiesta. El mayor logro de Gamaliel fue el final de la oposición entre las escuelas de Hillel y Shammai, que habían sobrevivido incluso a la destrucción del Templo. Según la tradición, una voz del cielo se escuchó en Yavne, declarando que aunque las opiniones de ambas escuelas eran justificables en principio (como las palabras del Dios vivo), en la práctica las opiniones de la escuela de Hillel son autorizadas.

### Anécdotas
Muchas de las decisiones de Gamaliel II en materia religiosa están relacionadas con su permanencia en algún lugar de Tierra Santa. En Edipa, el guardián de la sinagoga Escipio le hizo una pregunta que respondió por carta después de su regreso a casa. También hay registros de la estancia de Gamaliel II en Kfar Uthnai, en Emaús, en Lod, en Jericó, en Samaria y en Tiberíades.
Gamaliel segundo mantenía relaciones amistosas con muchos no judíos, y estaba tan afectuosamente dedicado a su esclavo Tavi que cuando Tavi murió, lloró por él como por un miembro querido de su propia familia. Se grabó una conversación amistosa que tuvo con un pagano en el camino de Acre a Edippa. Durante el Shabat se sentó en los bancos de los mercaderes paganos.
Aun así, Gamaliel II y su hermana, Ima Shalom, reprendieron a la creciente población cristiana local, incluso burlándose de un cierto juez gentil que había juzgado un caso de herencia, en el que Ima Shalom se había convertido a sí misma en la reclamante ficticia del caso. Cuando el juez al principio falló a favor de la mujer, luego de que el rabino Gamaliel II le sobornó, rápidamente anuló el veredicto a favor de Gamaliel II. La historia incluye una referencia a las palabras de Jesús de Nazaret en Mateo 5:17, con una posible lectura de la historia que indica que fue Gamaliel II quien hizo esta referencia. Otro encuentro con el cristianismo llegó cuando debatió con un filósofo, que maliciosamente concluyó de un pasaje del profeta Oseas 5:6, que Dios había abandonado completamente al Pueblo de Israel, (Am Yisroel).
El recuerdo del santuario perdido era especialmente vivo en el corazón de Gamaliel II. Gamaliel segundo y sus compañeros lloraron por la destrucción de Jerusalén y del Templo, cuando escucharon el ruido de la gran ciudad de Roma, y en otro momento, cuando estaban en las ruinas del Templo.

### Defunción
Gamaliel II murió antes de que las insurrecciones bajo el mandato del emperador Trajano hubieran traído nuevos disturbios a Israel. En su funeral, el célebre prosélito Aquila, que revivió una antigua costumbre del entierro de los reyes, quemó materiales costosos por valor de setenta minas, y Eliezer ben Hircano, y Joshua ben Hananiah, los ancianos maestros de la ley, organizaron las ceremonias para su funeral. El mismo Gamaliel II había ordenado que su cuerpo estuviera envuelto en el sudario más simple posible. Con esto quiso demostrar la extravagancia que se había asociado con los funerales, y este logró su fin; su ejemplo se convirtió en la regla, y también se convirtió en una costumbre el conmemorar al difunto con palabras de consuelo dirigidas a los dolientes.

### Hijos
De los hijos de Gamaliel segundo, se conoce a una hija que respondió de manera muy inteligente dos preguntas dirigidas a su padre por un incrédulo. Dos de los hijos de Gamaliel II se mencionan regresando de cierto banquete. Un hijo, Simón, heredó su oficina mucho después del fallecimiento de su padre, y después de las persecuciones del emperador Adriano, de allí en adelante sus descendientes transmitieron las tradiciones de padres a hijos. No está comprobado que el sabio y Tanaim Hanina ben Gamaliel fuera un hijo de Gamaliel II, es más probable que esto sea cierto en el caso de Judá ben Gamaliel.

## Enseñanzas

### Halajá
Aparte de su posición oficial, Gamaliel II se mantuvo en aprendizaje en pie de igualdad con los maestros legales de su tiempo. Muchas de sus opiniones halájicas han sido transmitidas. A veces, la opinión unida de Gamaliel II y Eliezer ben Hircano se opone a la de Joshua ben Hananiah, y a veces, Gamaliel II ocupa una posición intermedia entre la opinión más estricta de una y la opinión más indulgente de la otra. Gamaliel II aceptó ciertos principios del derecho civil que se han transmitido en nombre de Admón, un exjuez de Jerusalén, y que se hizo especialmente conocido, y tenía autoridad durante los períodos siguientes. Varios detalles han sido transmitidos por la tradición concerniente a las prácticas religiosas de Gamaliel II y su casa. En la casa de Gamaliel II no era costumbre decir "recuperación" cuando alguien estornudaba, porque eso era una superstición pagana. Se hicieron dos concesiones a la casa de Gamaliel II para relajar la severidad de las reglas establecidas como una barrera contra el paganismo: permiso para usar un espejo para cortar el cabello de la cabeza y permiso aprender griego. Con respecto a esto último, el hijo de Gamaliel, Simón ben Gamaliel, cuenta que muchos niños fueron instruidos en la casa de su padre en la sabiduría de los griegos.
Dirigió a Simeón ha-Pakoli para editar la Amidá, y para hacer que fuera un deber para cada uno, recitar la oración tres veces al día. Además, ordenó a Samuel ha-Katán que escribiera otro párrafo contra los informantes y herejes. Otra institución litúrgica se remonta a Gamaliel II: la celebración conmemorativa que toma el lugar del sacrificio del cordero pascual en la primera noche de Pesaj. Gamaliel II instituyó esta celebración, que puede ser considerada como la característica central de la Hagadá de Pesaj, en una ocasión en la que pasó la primera noche de la Pascua judía con otros eruditos en Lod, para conversar sobre la fiesta y sus costumbres.

### Hagadá
Gamaliel II usaba sorprendentes comparaciones para ensalzar el valor de la obra y el trabajo, y para expresar su opinión sobre el entrenamiento adecuado de la mente. La apreciación de Gamaliel II de la virtud de la misericordia, está bien ilustrada por un dicho suyo en alusión a Deuteronomio 13:18:
"¡Que sea una señal para ti! Mientras seas compasivo, Dios te mostrará misericordia; pero si no tienes compasión, Dios no te mostrará misericordia".
Gamaliel retrata la angustia y la corrupción de los tiempos en un discurso notable que concluye con una referencia evidente al emperador Domiciano. Él decía: 
"Desde que los jueces mentirosos tienen ventaja, los testigos mentirosos también ganan terreno; como los malhechores han aumentado, los buscadores de venganza también están aumentando; como la falta de vergüenza ha aumentado, los hombres han perdido su dignidad, los años de los hombres se acortan; ya que los hijos amados han enfurecido a su Padre en el cielo, Él ha colocado un rey despiadado sobre ellos. Tal rey fue Asuero, quien primero mató a su esposa por el bien de su amigo, y luego a su amigo por el bien de su esposa ".
Le encantaba discutir el sentido de las porciones individuales de la Santa Biblia con otros eruditos, e hizo muchas exposiciones del texto. Hay registros de cuatro discusiones de este tipo, que terminan con el deseo expresado por Gamaliel II de escuchar la opinión del eminente agresor Eleazar de Modim. El lamento sobre su alumno favorito, Samuel ha-Katán, que hizo en común con Eleazar ben Azaria, es muy conmovedor: 
"Es apropiado llorar por él; es apropiado lamentarse por él. Los reyes mueren y dejan sus coronas a sus hijos; los ricos mueren y dejan sus riquezas a sus hijos; pero lo que Samuel ha-Katán se ha llevado consigo es la cosa más preciosa del mundo, su sabiduría se fue con él".
El yugo romano llevado por el pueblo de Judea pesaba mucho sobre Gamaliel II. En un discurso retrató la tiranía de Roma que devoraba la propiedad de sus súbditos. Reflexionaba sobre la venida del Mesías judío de la Casa de David, y describía el período que precederá a su aparición, como un periodo de profundas degradaciones morales y de angustia. Gamaliel II predicaba sobre la prosperidad y las futuras bendiciones que descenderán sobre la Tierra de Israel (Eretz Israel ).